# Gerrit Willem Panneboeter
Gerrit Willem Panneboeter (Fijnaart, 10 juli 1759 - Roosendaal, 8 april 1830) was een Nederlands politicus.
In de Franse tijd in Nederland was Panneboeter maire (burgemeester) van Roosendaal; hij was voor het departement Twee Neten lid van het Wetgevend Lichaam in Parijs.
Onder het Verenigd Koninkrijk der Nederlanden was hij lid van de Gedeputeerde Staten van Noord-Brabant (1814-1820).
Bron: 
- Biografisch Portaal: 12175212
- International Standard Name Identifier: 0000 0003 9631 1737
- Nederlandse Thesaurus van Auteursnamen: 163368562
- Parlement.com: vg09llvxhjze
- Virtual International Authority File: 291180654
- WorldCat: E39PBJth9CGWkgXrK6cth7gh73